# Manuel Bergés i Arderiu
Pour les articles homonymes, voir Bergès et Arderiu.
Manuel Bergés i Arderiu, né à Linyola, près de Lérida en 1907 et mort à Paris en 1942, est un résistant communiste catalan, guérillero espagnol.

## Biographie
Manuel Bergés i Arderiu est un instituteur, membre de la Jeunesse socialiste unifiée de Catalogne (JSUC) puis du Parti socialiste unifié de Catalogne (PSUC).
Il combat dans l’armée républicaine espagnole puis intègre la résistance française après le coup d’État de Franco en 1939 et l'épisode de la Retirada. En France, il s'engage dans la Résistance espagnole de la zone occupée, avec notamment Josep Miret i Musté, Camins Salers et Louis Marrase.
Le 27 juin 1942, la 3e Section de la Direction centrale des renseignements généraux qui siège à la Préfecture de police de Paris, lance un coup de filet contre une trentaine de Républicains espagnols communistes. Manuel Bergés est sur la liste sous le nom de « Berger ».
A 5h30 du matin, il est arrêté à son domicile, situé au 23 rue Vicq d’Azir dans le 10e arrondissement de Paris. Le même jour, peu avant 20 h, il est déclaré mort, officiellement par suicide.

## Hommages publics
Le Conseil de Paris a voté à l'unanimité de tous les groupes politiques l'apposition d'une plaque en sa mémoire, à son domicile, où il est arrêté, rue Vicq-d'Azir, dans le 10e arrondissement.